# Reexportação

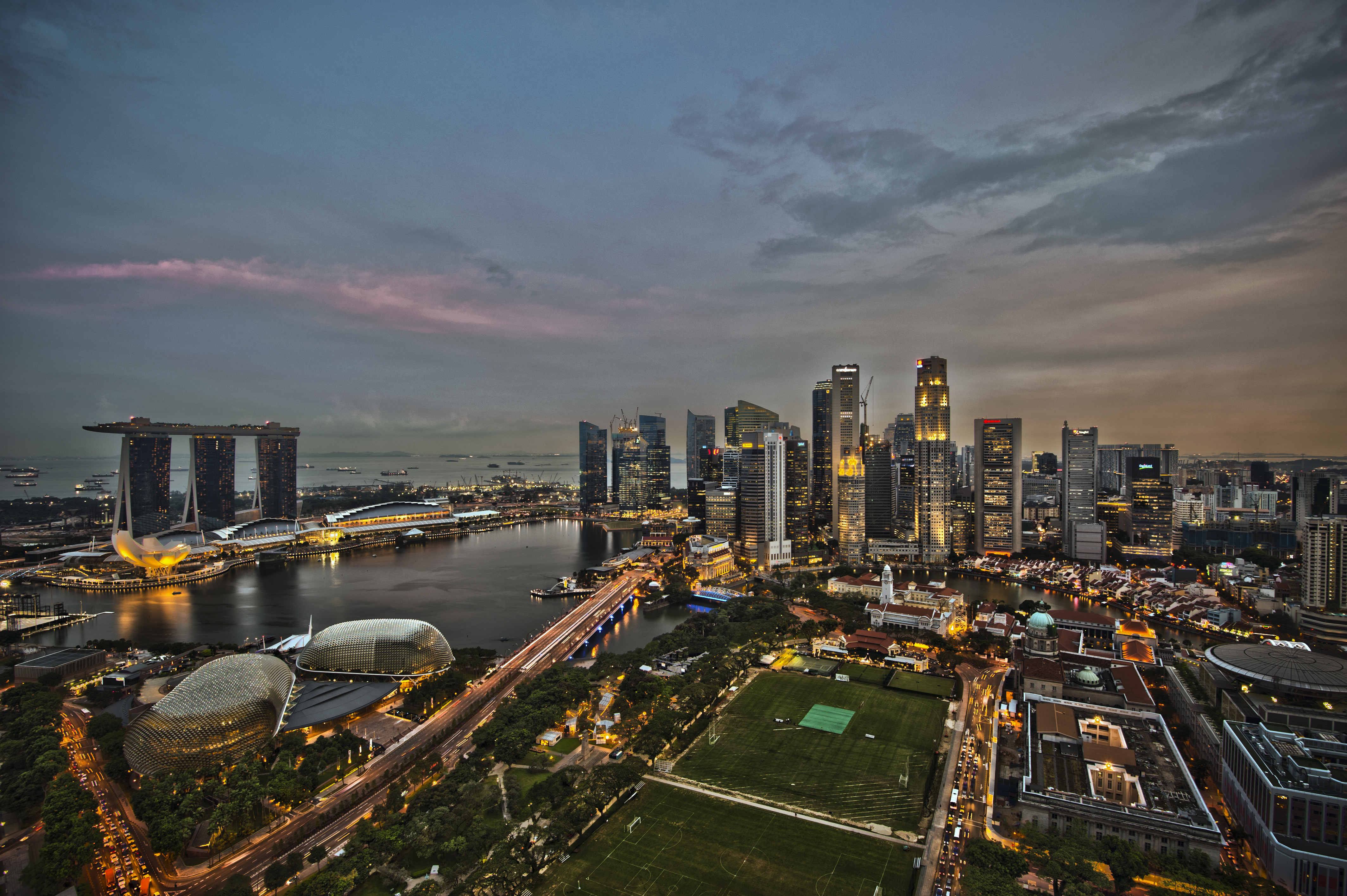
O centro financeiro de Singapura,o país é um dos países que mais praticaram a reexportação.Imagem de 6 de março de 2011.

O termo reexportação refere-se ao facto de um país, território, região ou cidade importar produtos e exportá-los em seguida. Geralmente os produtos reexportados não sofrem qualquer tipo de processo para agregar valor (industrialização), ou seja, são vendidos como foram comprados. A finalidade da reexportação é exportar produtos a um valor superior ao custo de importação e assim acumular capitais para seu território. Poucos países no mundo utilizam-se dessa prática, principalmente pequenos países com capacidade produtiva limitada, alguns exemplos são:
- Chile
- Paraguai
- Mónaco
- Singapura